# Próximo Passo
Próximo Passo é o quinto álbum ao vivo da dupla sertaneja Hugo & Guilherme, lançado em 5 de agosto de 2022 pela Som Livre. Foi o álbum que alavancou a carreira da dupla, após o sucesso de No Pelo 3, de 2021, e conta com participações especiais de Marília Mendonça na canção Mal Feito, Gusttavo Lima em Cheiro de Balada e Jorge & Mateus em Meu Número. O álbum também conta com outros sucessos inéditos como Oi Deus, Dá Moral Pros Pobre, sendo os primeiros singles, lançados em 2021, além de regravações do álbum anterior, Coração na Cama e Pingo de Dó. 

## Gravação e lançamento
O álbum foi gravado no dia 18 de setembro de 2021, em Goiânia e o primeiro single Oi Deus, de Felipe Arná, Renato Campero, Normani Pelegrini e Rodolfo Alessi, foi lançado em 29 de outubro. Seu lançamento como EP, de apenas 7 faixas, um pouco antes do último single Meu Número, com participação de Jorge & Mateus, aconteceu em 25 de março de 2022. Até que, em 5 de agosto, finalmente, saiu o álbum completo, com 16 faixas, sendo duas releituras do álbum anterior No Pelo 3, de 2021.
“Nós estamos muito felizes com esse trabalho, preparamos tudo com carinho para os nossos fãs. Planejamos um cenário completamente diferente do que o público que nos acompanha está acostumado, é um espaço maior com uma proposta pensada em surpreender, o nome já diz tudo, 'próximo passo'”, comenta Hugo.
"São 14 novidades produzidas e dois trabalhos regravados em agradecimento a tudo que as músicas nos proporcionaram, principalmente em realizar o nosso sonho”, completa Guilherme.

## Lista de faixas
| N.º            | Título                                   | Compositor(es)                                              | Duração |  |
| 1.             | "Cheiro de Balada" (part. Gusttavo Lima) | Philipe Pancadinha Nudoze Kaique KeF Felipe KeF Victor Hugo | 2:51    |  |
| 2.             | "Meu Número" (part. Jorge & Mateus)      | Clebinho Alex Alves                                         | 3:28    |  |
| 3.             | "Mal Feito" (part. Marília Mendonça)     | Felipe Arná                                                 | 2:57    |  |
| 4.             | "Oi Deus"                                | Rodolfo Alessi Arná Renato Campero Normani Pelegrini        | 3:31    |  |
| 5.             | "Dá Moral Pros Pobre"                    | Douglas César                                               | 3:04    |  |
| 6.             | "Felicidade Dela"                        | Matheus Neves Renato Elcio Di Carvalho Klebin               | 2:45    |  |
| 7.             | "Alguém Me Chama Pra Beber"              | Arná Campero                                                | 2:37    |  |
| 8.             | "Vestido no Chão"                        | Elvis Elan Henrique Casttro                                 | 2:39    |  |
| 9.             | "Fraca Pra Beber"                        | Felipe Araújo Waléria Leão Vinni Miranda Thales Lessa       | 2:28    |  |
| 10.            | "Oportunidade"                           | Campero Arná Neves Felipe Viana Pelegrini                   | 2:44    |  |
| 11.            | "Dói Demais"                             | Campero Arná Thales Gui Neves Pelegrini                     | 2:55    |  |
| 12.            | "Em Cima do Muro"                        | Rafaela Miranda Kito Daniel Rangel Dani Lima                | 2:42    |  |
| 13.            | "Eu Não Sei Beber Só Uma"                | Marco Esteves Leandro Rojas D. César                        | 3:03    |  |
| 14.            | "Quebrador de Promessas"                 | Pelegrini Matheus di Padua Lucas Moura                      | 2:49    |  |
| 15.            | "Pingo de Dó"                            | Paulo Fiapo Marcelo Costa                                   | 2:40    |  |
| 16.            | "Coração na Cama"                        | Clebinho Alves Django                                       | 2:54    |  |
| Duração total: | Duração total:                           | Duração total:                                              | 46:07   |  |

## Repercussão
O single Mal Feito recebeu certificado de Disco de diamante quádruplo pela PMB. O álbum foi, realmente, um "próximo passo" na carreira da dupla goiana. Foi um dos álbuns mais escutados do ano de 2022, segundo a retrospectiva Wrapped, do Spotify.

### Desempenho nas tabelas musicais
| Tabela musical                            | Melhor posição |
| ----------------------------------------- | -------------- |
| Spotify Charts (Weekly Top Albums Brazil) | 2              |